# ノルベルト・エデル
ノルベルト・アルバン・エデル（Norbert Alban Eder, 1953年11月7日-2019年11月2日)は、ドイツ、ビーベルガウ出身の元サッカー選手。現役時代のポジションはDF。

## 経歴
1986年5月11日にユーゴスラヴィア戦で代表デビュー。1986年のワールドカップ・メキシコ大会では、全7試合に起用され、準優勝。
バイエルン・ミュンヘンには4シーズン在籍、3度のリーグ優勝などを果たした。

## タイトル
バイエルン
- ブンデスリーガ : 1984–85, 1985–86, 1986–87
- DFLスーパーカップ : 1987
- DFBポカール : 1985–86

西ドイツ
- ワールドカップ準優勝 : 1986